# Peterskirche (Heidelberg)

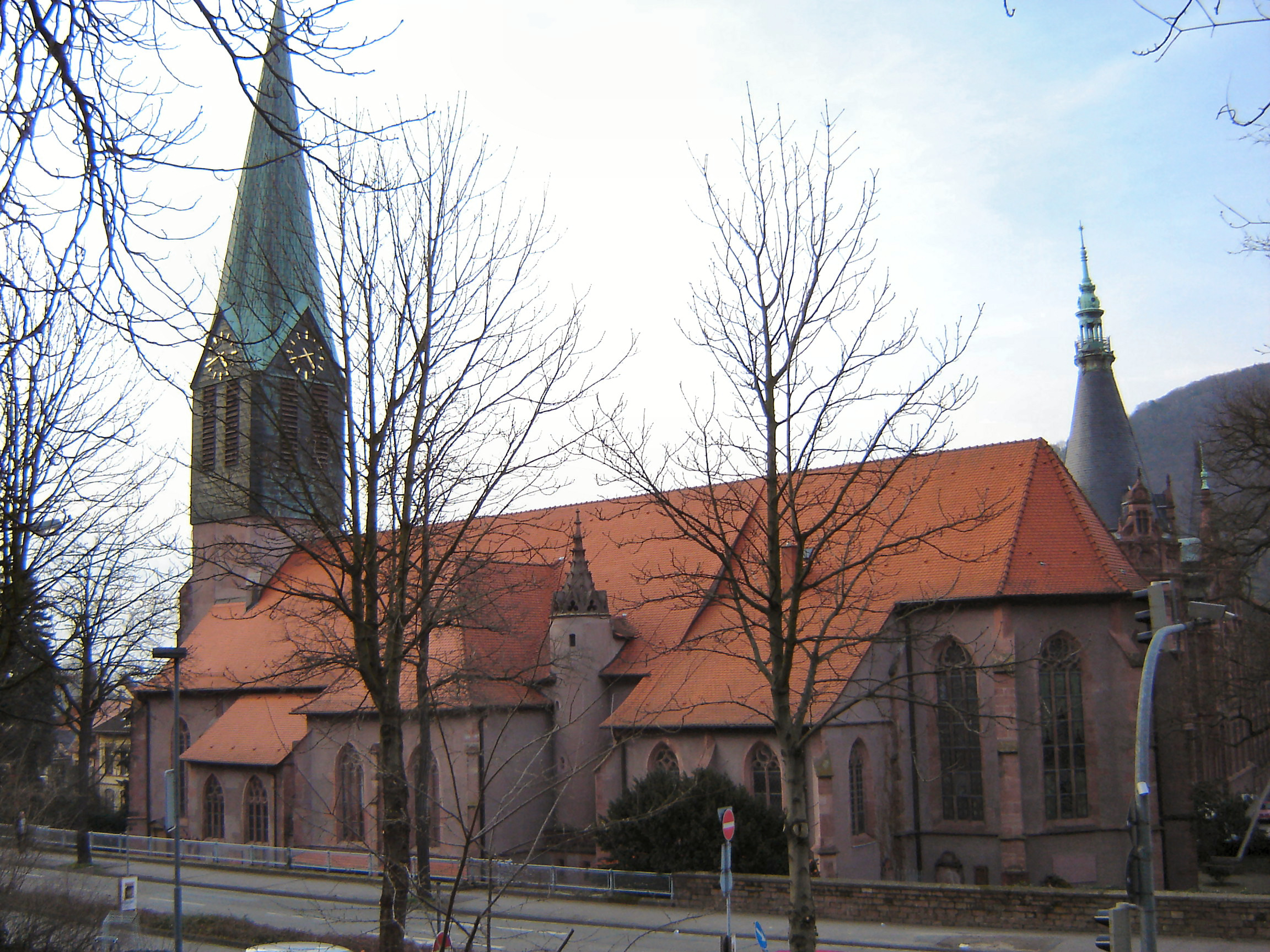
Die St. Peterskirche von Südosten (Aufn. 2007)

Die Peterskirche ist die älteste Kirche der Heidelberger Altstadt. Seit dem Spätmittelalter diente sie vielfach als Universitätskapelle der Universität Heidelberg. Offizielle Universitätskirche ist sie seit 1896. Sie steht im Eigentum der Evangelischen Stiftung Pflege Schönau. 

## Geschichte

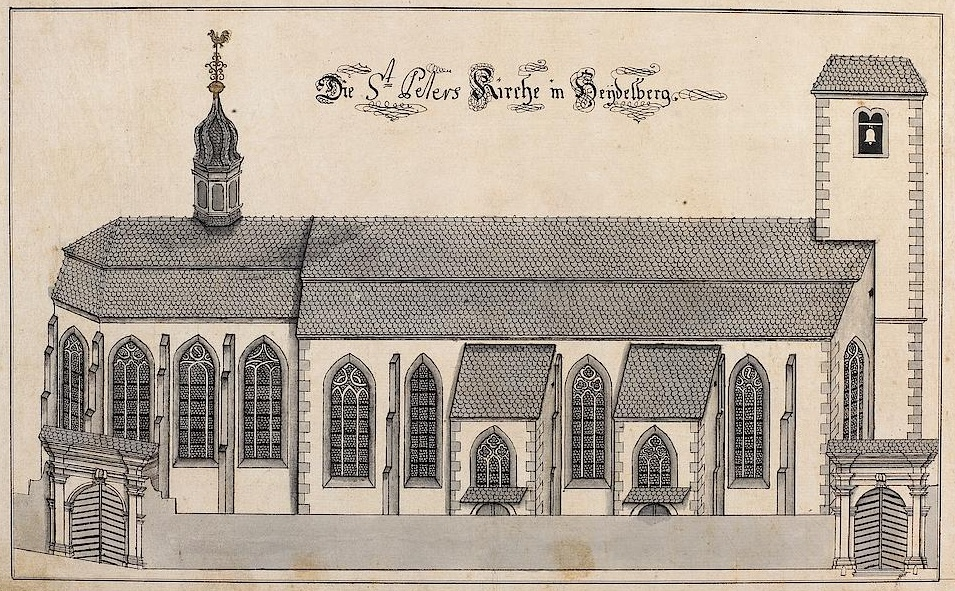
Die St. Peterskirche im Thesaurus Palatinus (1747/52)

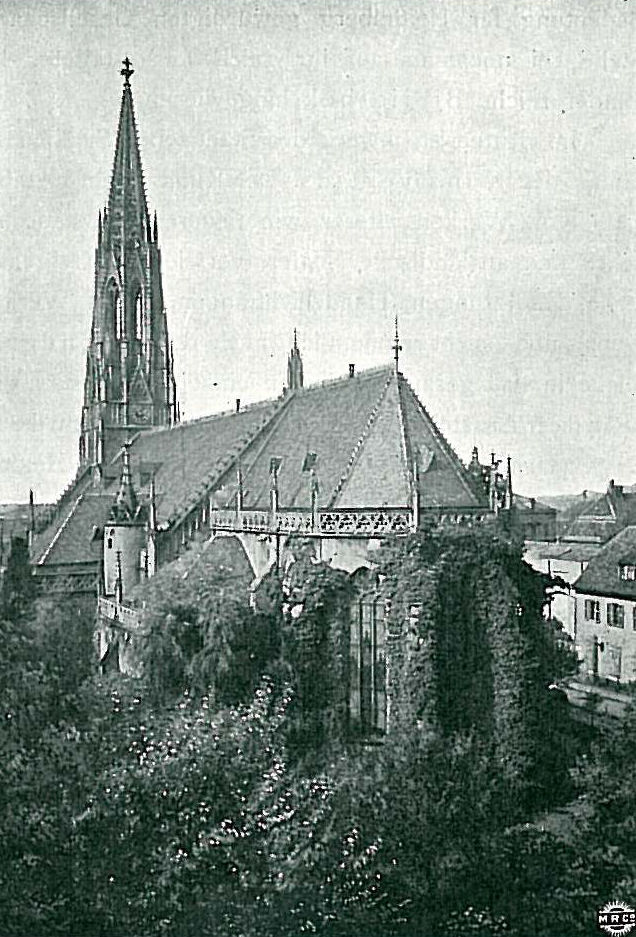
Die St. Peterskirche mit ihrem originalen neugotischen Turm, Fotografie von 1896

Der ältere Vorgängerbau der Peterskirche wurde im 12. Jahrhundert auf dem Klingenteich-Schuttkegel errichtet. Damit ist die Kirche älter als Heidelberg selbst. Urkundlich kann man sie erstmals 1196 durch die Erwähnung eines „plebanus Kunrad zu heidelberch“, also eines Heidelberger Leutpriesters namens Konrad, erschließen. Gestiftet wurde die Peterskirche vom Bistum Worms, als sich das Gebiet, auf dem sich Heidelberg  befindet, noch in dessen Besitz befand. Der Name der Kirche weist bereits auf ihre Verbindung mit dem Wormser Dom hin, der unter dem Patrozinium des heiligen Petrus steht. 1225 wurde das Gebiet dann dem Pfalzgrafen zum Lehen gegeben, und Heidelberg wurde gegründet. Die Peterskirche befand sich allerdings außerhalb der Mauern der neu gegründeten Stadt, die sich auf die östliche Hälfte der heutigen Altstadt beschränkte (die Stadtmauer verlief im Bereich der heutigen Grabengasse).
Seit 1400 gehörte die Peterskirche, zusammen mit den Pfarreien St. Laurentius in Altdorf bei Nürnberg und St. Jakobus in Lauda zu den drei Eigenpfarreien der Universität Heidelberg, welche den zuständigen Diözesanbischöfen entzogen waren und unmittelbar dem Papst unterstanden. Die Verwaltung dieser Pfarreien übertrug der Heilige Stuhl dem Neustadter Stiftsdekan Heilmann von Wattenheim († 1411), der quasi damit in den Rang eines päpstlichen Archidiakons aufstieg. Das Universitätspatronat über die drei Kirchen blieb bis zur Einführung der Reformation bestehen, dann wurde das Gotteshaus protestantisch.
Nach Einnahme Heidelbergs durch Kurfürst Maximilian I. von Bayern amtierte hier zwischen 1624 und 1630 der Dominikaner Johann Andreas Coppenstein († 1638) als katholischer Pfarrer. Er war ein bekannter theologischer Schriftsteller und sollte dort den Katholizismus reorganisieren.

## Nutzung

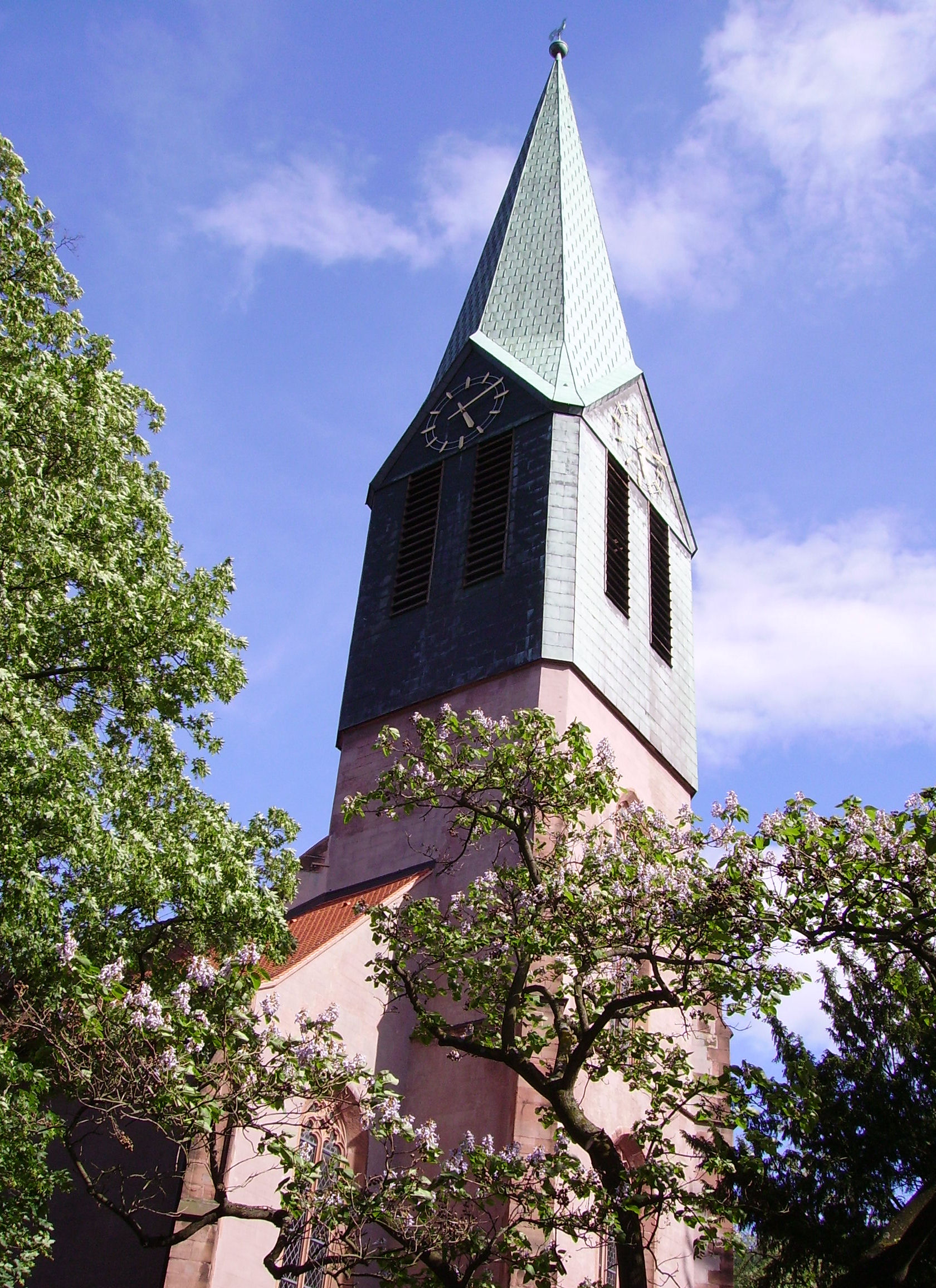
Kirchturm der Peterskirche

Die Peterskirche war Pfarrkirche der Stadt Heidelberg bis zum Bau der größeren Heiliggeistkirche im 14. Jahrhundert. Sie ist im Eigentum der Evangelischen Stiftung Pflege Schönau. Die Peterskirche ist keiner Pfarrgemeinde zugeordnet, sie wurde gemäß dem Vertrag von 1896 der Ruprecht-Karls-Universität Heidelberg als Gotteshaus überlassen.
Zahlreiche Professoren wurden in der Kirche bestattet, so auch Marsilius von Inghen, der Gründungsrektor der Universität Heidelberg. Sein Grab ist nicht erhalten. 2011 wurde zum 625. Jubiläum der Universität eine Gedenktafel für Marsilius in der seitlichen Universitätskapelle angebracht. An den Innen- und Außenwänden der Kirche befinden sich rund 150 Epitaphien von Universitätsprofessoren und kurfürstlichen Hofleuten. Eine Ehrentafel in der südlichen Seitenkapelle erinnert an die Dichterin und Humanistin Olympia Fulvia Morata. Der zum Teil erhaltene Kirchhof war der damals außerhalb der Stadtmauer gelegene Hauptfriedhof für das Burgviertel und die Stadt. An der südöstlichen Außenseite befindet sich die Gedenktafel der Universität für die Opfer von Krieg und Gewaltherrschaft. Dort ist der Grabstein des Schweizer Textilunternehmers Hans Jacob Rieter erhalten, der 1811 bei einem Raubüberfall der Hölzerlips-Band zu Tode geprügelt wurde.
Neben zahlreichen Konzerten werden in ihr an Sonn- und Feiertagen die evangelischen Universitätsgottesdienste gefeiert. Liturgie und Predigtdienst übernehmen die Angehörigen der Heidelberger Theologischen Fakultät und die Pfarrer der Evangelischen Studierendengemeinde (ESG) Heidelberg. Die Verantwortung für die Universitätsgottesdienste hat der vom Predigerkonvent, dem alle ordinierten Mitglieder der Theologischen Fakultät angehören, gewählte Universitätsprediger in Zusammenarbeit mit dem von der Gemeinde gewählten Kapitel (Kirchenvorstand).
Die Peterskirche ist auch Veranstaltungsort für Podiumsdiskussionen („Peterskirchendialog“ – 2011 mit Präses Nikolaus Schneider, 2012 mit Günther Beckstein und Konstantin von Notz, 2013 mit Wolfgang Huber und Volker Beck, 2014 mit Franz Müntefering 2015 mit Ralf Kabelka und Gisela Matthiae, 2016 Olav Fykse Tveit, Jochen Cornelius-Bundschuh, Johanna Rahner, 2017 mit Martin Dutzmann, Peter Scheben, Klaus-Dieter Ordemann und Kiflemariam Gebrewold). In der Akademische Mittagspause werden während des Sommersemesters montags bis freitags allgemeinverständliche wissenschaftliche Kurzvorträge gehalten.

## Baugeschichte und künstlerische Gestaltung

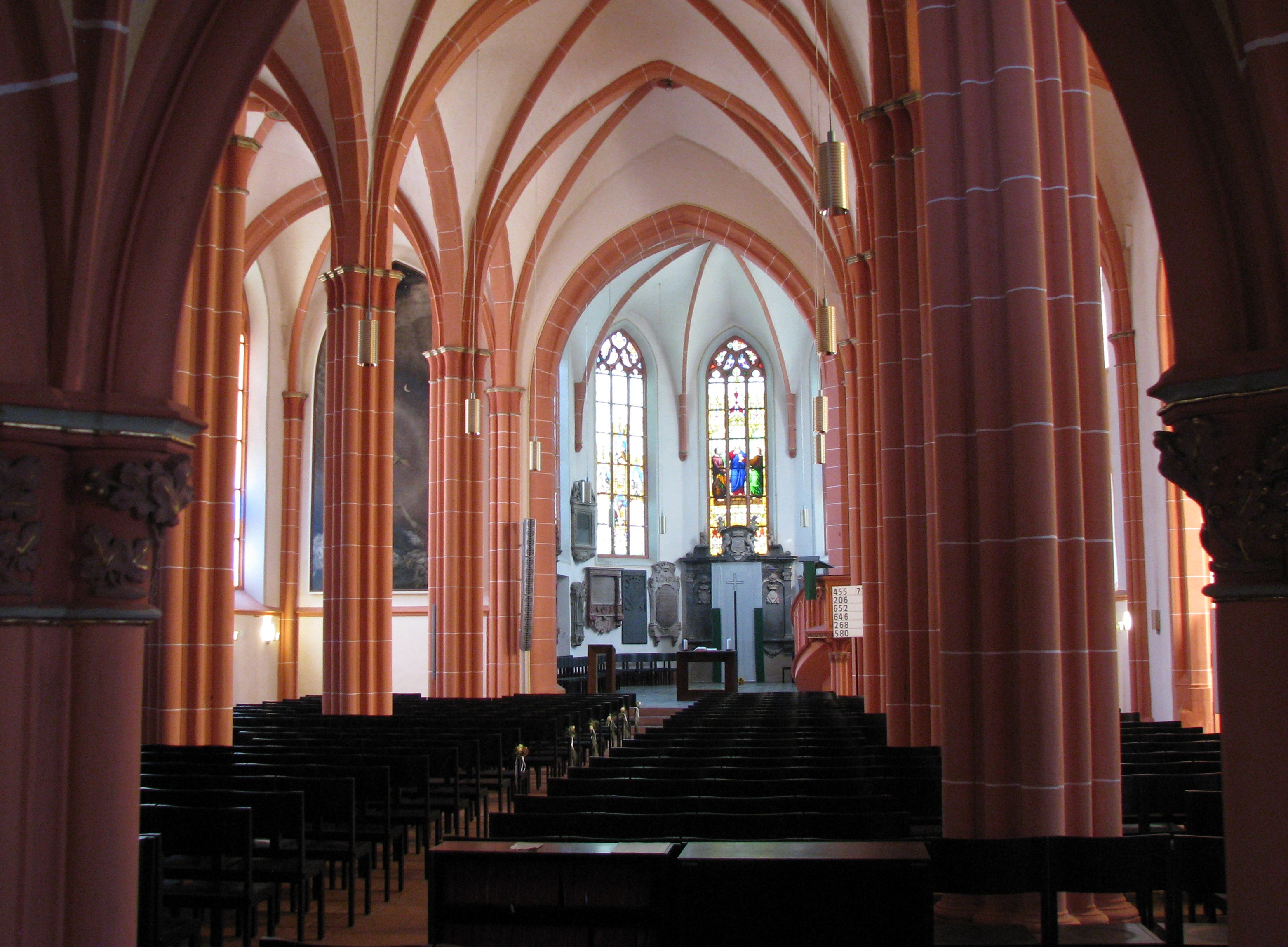
Innenansicht, Blick durch das Mittelschiff zum Chor

Wie die Peterskirche in ihrem ursprünglichen Bauzustand aussah, ist nicht bekannt. 1485–1496 wurde sie im spätgotischen Stil neu gebaut und stark erweitert. Den Grundstein zum Neubau legte am 16. März 1485 Alexander Bellendörfer († 1512), Kanzler und Protonotar der Kurpfalz, dessen Epitaph dort erhalten ist. Während von den spätromanischen und hochgotischen Vorgängerbauten Befunde weitgehend fehlen, entspricht der spätgotische Bau in seinen Ausmaßen (Umfassungsmauern von Chor und Langhaus) im Wesentlichen der heutigen Kirche. 1496 wurden an das Langhaus je zwei Kapellen an der Nord- und Südseite angefügt. Die Sakristei an der Südseite wurde etwas später gebaut.
Nach der Stadtzerstörung von 1689/1693 war die Peterskirche eine ausgebrannte Ruine mit Turmstumpf. Der Innenraum wurde dank einer neuen Raumkonzeption in eine barocke Quersaalkirche verwandelt. Nach der Badischen Union der lutherischen und reformierten Kirche (1821) verlor die Peterskirche an Bedeutung.
Von 1864 bis 1870 wurde sie dank der Unterstützung der Universität und mit den Geldmitteln, die die Kirche aus dem Verkauf von Gelände für den Bau der Odenwald-Eisenbahn (1859/60) erhalten hatte, unter der Leitung von Ludwig Franck-Marperger großzügig in eine dreischiffige Hallenkirche im damals herrschenden neugotischen Stil umgebaut. Im mittelalterlichen Zustand sind seitdem nur noch der Chor, die alte Sakristei und die Universitätskapelle. 1883, dem 400. Geburtstag von Martin Luther, wurde an der Ostseite der Kirche zu seinen Ehren die Luthereiche gepflanzt. Zum Universitätsjubiläum 1884 wurde der Kirchturm dem des Freiburger Münsters angepasst. Um die filigrane Turmspitze vor schädlichen Witterungseinflüssen zu schützen, wurde sie in der jüngeren Vergangenheit hinter einem Kupferdach verborgen.
2004/2005 erfolgte eine aufwändige Innenrenovation, bei der neue Prinzipalstücke (Altar, Lesepult, Taufbecken, Osterkerzenständer) und ein freistehendes Kreuz im Chorraum, die der Künstler Matthias Eder aus Cortenstahl schuf, in Gebrauch genommen wurden. Im Juli 2006 wurden vier neue Kirchenfenster des bedeutenden Glaskünstlers Johannes Schreiter eingebaut. Drei Fenster befinden sich in der südlichen Seitenkapelle, der „Universitätskapelle“, und thematisieren Begegnung, Auferstehung und Verfolgung. In der nördlichen Seitenkapelle, die als Gebets- und Meditationsraum dient, befindet sich das Glasfenster Frieden. Im März 2008 wurde dort eine moderne Christusskulptur der koreanischen Künstlerin Lee Choon-Mann aufgestellt, die zu Meditation und Gebet einlädt.
Seit Januar 2010 lagen die Entwürfe von Johannes Schreiter für fünf Fenster im Langhaus vor. Die drei großen gotischen Fenster thematisieren Heiliger Geist und Taufe auf der Nordseite und Himmlisches Jerusalem auf der Südseite. Zwei kleinere Fenster gestalten das Thema Wort und Sakrament. Diese fünf Fenster wurden zwischen November 2010 und Juli 2012 eingebaut, womit der nun neun Fenster umfassende Zyklus der Schreiterfenster vollendet wurde.

## Orgel

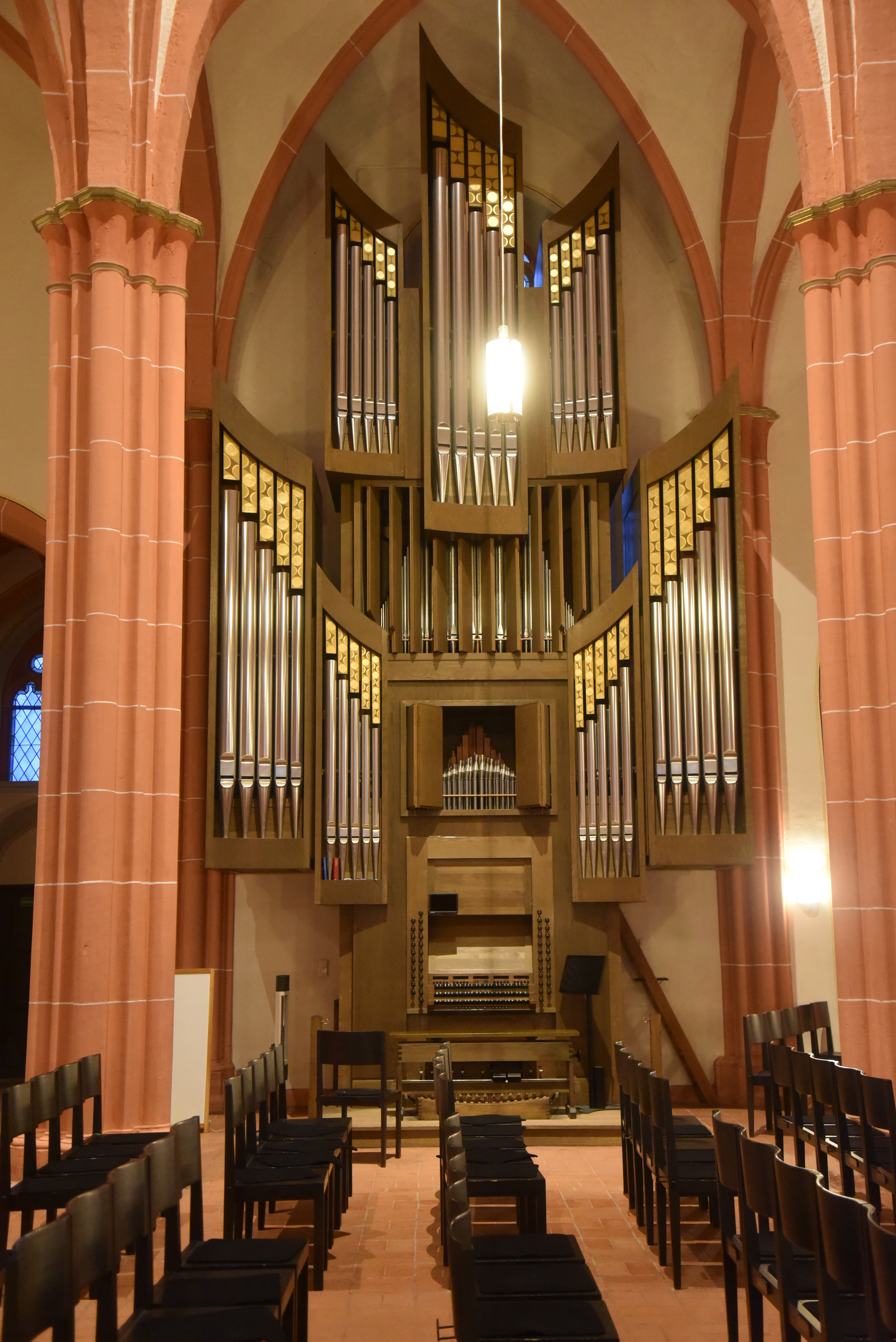
Orgel

Die Orgel der Peterskirche wurde 1984 von der Orgelbaufirma Johannes Klais (Bonn) erbaut. Das Instrument hat 34 Register auf drei Manualen und Pedal. Die Spiel- und Registertrakturen sind mechanisch.
| I Hauptwerk C–g3 |         |
| Pommer           | 16′     |
| Principal        | 08′     |
| Rohrflöte        | 08′     |
| Octave           | 04′     |
| Spitzflöte       | 04′     |
| Superoctave 0    | 02′     |
| Quinte           | 02 ⁄3′  |
| Terz             | 01 3⁄5′ |
| Mixtur IV        |         |
| Trompette        | 08′     |

| II Schwellwerk C–g3 |       |
| Bourdon             | 8′    |
| Gamba               | 8′    |
| Vox coelestis       | 8′    |
| Principal           | 4′    |
| Flute octaviante 0  | 4′    |
| Waldflöte           | 2′    |
| Larigot             | 1 ⁄3′ |
| Scharf III          |       |
| Hautbois            | 8′    |
| Cromorne            | 8′    |
| Tremulant           |       |

| III Brustwerk C–g3 |        |
| Holzgedackt 0      | 8′     |
| Rohrflöte          | 4′     |
| Prinzipal          | 2′     |
| Nasard             | 2 ⁄3′  |
| Terz               | 1 3⁄5′ |
| Sifflet            | 1′     |
| Vox humana         | 8′     |
| Tremulant          |        |
| Nachtigall         |        |

| Pedal C–f1       |     |
| Subbaß           | 16′ |
| Oktave           | 08′ |
| Spielflöte       | 08′ |
| Tenoroktave      | 04′ |
| Hintersatz III 0 |     |
| Posaune          | 16′ |
| Trompete         | 08′ |

- Koppeln: II/I, III/I, I/P, II/P, III/P
- Spielhilfen: 8000-fache elektronische Setzeranlage, Sequenzer, Crescendowalze